# 沮渠汉平
沮渠汉平（?—?），临松（今甘肃省张掖南）卢水胡人。十六國北凉将领。沮渠蒙逊的弟弟。
玄始四年（415年），攻取西秦广武郡，沮渠汉平拜折冲将军、湟河太守。因为夏王赫连勃勃遣使结盟，沮渠汉平奉命到夏国莅盟。湟河被西秦王乞伏炽磐攻打，率军力战拒守。后来属下长史私通西秦，受困出降。